# Судебная система Нью-Йорка

Здание верховного суда штата Нью-Йорк на Сентр-стрит

Судебная система Нью-Йорка — совокупность судебных инстанций, действующих на территории города Нью-Йорка в рамках городского законодательства.
Основными городскими законами являются административный кодекс Нью-Йорка (англ. New York City Administrative Code), свод правил Нью-Йорка (англ. Rules of the City of New York) и устав Нью-Йорка (англ. New York City Charter).

## История
В ранние годы судебная система Нью-Йорка была представлена прокурором, поддерживавшим иски и выполнявшим распоряжения суда, двумя бургомистрами и пятью олдерменами. Вскоре по аналогии с нею были основаны судебные системы поселений Гарлем и Бруклин. В 1665 году губернатором Николсом был создан мэрский суд (англ. mayor's court), который соответствовал английскому праву. В него входили мэр, пять олдерменов и шериф. В 1684 году суд был переквалифицирован в уголовный. В нём рассматривались мисдиминоры, фелонии и прочие нарушения правопорядка. В 1686 году губернатор Донган преобразовал этот суд в общегражданский.
В первой половине XVIII века мировые судьи получили право проводить судебные заседания по делам несовершеннолетних. С 1776 по 1783 год, во время Войны за независимость, Нью-Йорк был оккупирован британцами, и в городе действовал трибунал. Начиная с 1787 года, иски, запрашиваемая сумма в которых не превышала 10 £, начали рассматриваться помощниками судей. С 1800 года они также начали рассматривать тяжбы между моряками и капитанами судов или судовладельцами. В 1819 году этот суд стал называться морским (англ. marine court); к 1875 году рассматриваемые в нём суммы увеличились до 2000 $; в 1883 году морской суд был переименован в городской.
В 1797 году был основан полицейский суд, выписывавший ордеры, привлекавший подозреваемых к суду, освобождал арестованных под залог и замещал залог предварительным заключением.
Вплоть до 1801 года одним из видов приговоров было телесное наказание, затем оно было заменено каторжными работами.
В 1827 году в Бруклине появился муниципальный суд, рассматривавший гражданские дела. Спустя год в Нью-Йорке появился главный суд первой инстанции. В нём рассматривались дела, перешедшие от общегражданского и верховного судов. К 1847 году в городе было три гражданских суда вышестоящей инстанции: общегражданский, главный суд первой инстанции и верховный. Примерно в это же время были приняты законы, согласно которым должности судей общегражданского, морского, полицейского и главного суда первой инстанции стали выборными. Это привело к значительно возросшему влиянию Таммани-холла на городскую судебную систему. К 1873 году полицейский суд стал коррумпированным настолько, что выборы его судей были отменены, и они вновь начали назначаться мэром.
В 1895 году полицейские суды были заменены мировыми, а также судом специальной юрисдикции, в котором рассматривались дела несовершеннолетних. В период с 1902 по 1910 год его подразделения появились во всех пяти боро. В 1896 году главный суд первой инстанции и верховный суд были объединены в единый верховный суд.
После создания в 1898 году «Большого Нью-Йорка» окружные и мировые суды Бруклина были заменены городским судом. В 1914 году собственный окружной суд появился в Бронксе. В начале XX века появилось множество специализированных мировых судов, например, по проституции, фелониям и убийствам. В 1915 году был создан специальный суд по делам несовершеннолетних, а в 1918 году — семейный суд. В 1924 году суд по делам несовершеннолетних стал независимым; помимо дел несовершеннолетних преступников в нём рассматривались дела о невыполнении обязанностей в отношении ребёнка. Согласно поправке в конституции штата Нью-Йорк от 1925 года гражданская юрисдикция окружных судов с 1927 года передавалась городскому суду. В 1933 году семейный и суд по делам несовершеннолетних были объединены в суд по семейным делам (англ. domestic relations court). В 1934 году было создано подразделение муниципального суда, которое занималось делами с небольшой суммой иска.
К 1950-м годам количество исков значительно возросло, и суды Нью-Йорка из-за частично совпадающей юрисдикции и несогласованного управления стали испытывать затруднения в работе. Однако уже к 1960-м годам судебная система была значительно реорганизована: гражданские и уголовные суды низшей инстанции были объединены, суд специальной юрисдикции и мировые суды вошли в единый уголовный суд, а городской и муниципальный суды были объединены в гражданский суд. Мэр же получил право назначать судей на 10-летний срок.

## Гражданский суд
Гражданский суд Нью-Йорка был основан в 1962 году. В нём рассматриваются дела с суммой иска до 3000 $ (по другим данным — до 10 000 $), а также тяжбы между арендодателями и арендаторами. В каждом из пяти боро имеются подразделения гражданского суда. В гражданском суде заседает 131 выборный судья, срок полномочий которых составляет 10 лет.

## Уголовный суд

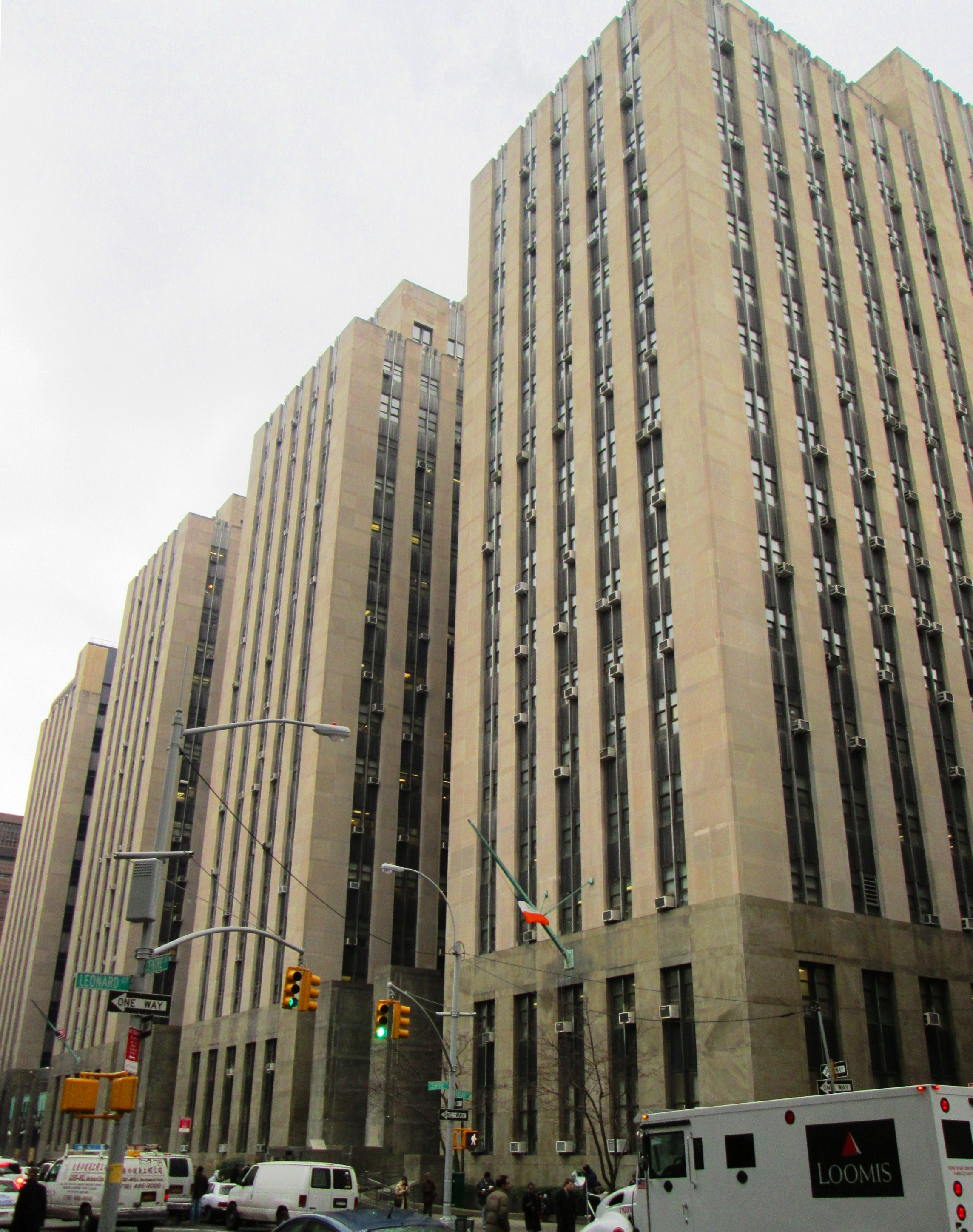
Здание уголовного суда Нью-Йорка

Уголовный суд Нью-Йорка был основан в 1962 году. В нём рассматриваются дела о мисдиминорах, правонарушениях и актах насилия. В суде заседает 107 судей, назначаемых мэром на 10-летний срок.

## Семейный суд
Семейный суд Нью-Йорка появился в 1962 году. В нём рассматриваются дела, касающиеся детей и семей. В юрисдикцию суда кроме прочего входит лишение свободы, предоставление права на посещение, рассмотрение дел о преступности среди несовершеннолетних, передача детей на воспитание в чужие семьи, лишение родительских прав и назначение опеки. Семейный суд действует в совместной юрисдикции с уголовным судом в отношении бытового насилия. Семейный суд не занимается делами о разводе: они находятся в юрисдикции верховного суда штата. В семейном суде заседает 47 судей, назначаемых мэром на 10-летний срок. Суд относится к апелляционному подразделению верховного суда штата Нью-Йорк.

## Верховный суд штата Нью-Йорк
В юрисдикцию верховного суда штата Нью-Йорк входит предъявление обвинения по уголовным делам, а также крупные гражданские дела (с суммой иска свыше 25 000 $) и дела о разводах. Манхэттен входит в первый округ, Бруклин — во второй, Куинс — в одиннадцатый, Бронкс — в двенадцатый, а Статен-Айленд — в тринадцатый судебный округ верховного суда.

## Прочие суды

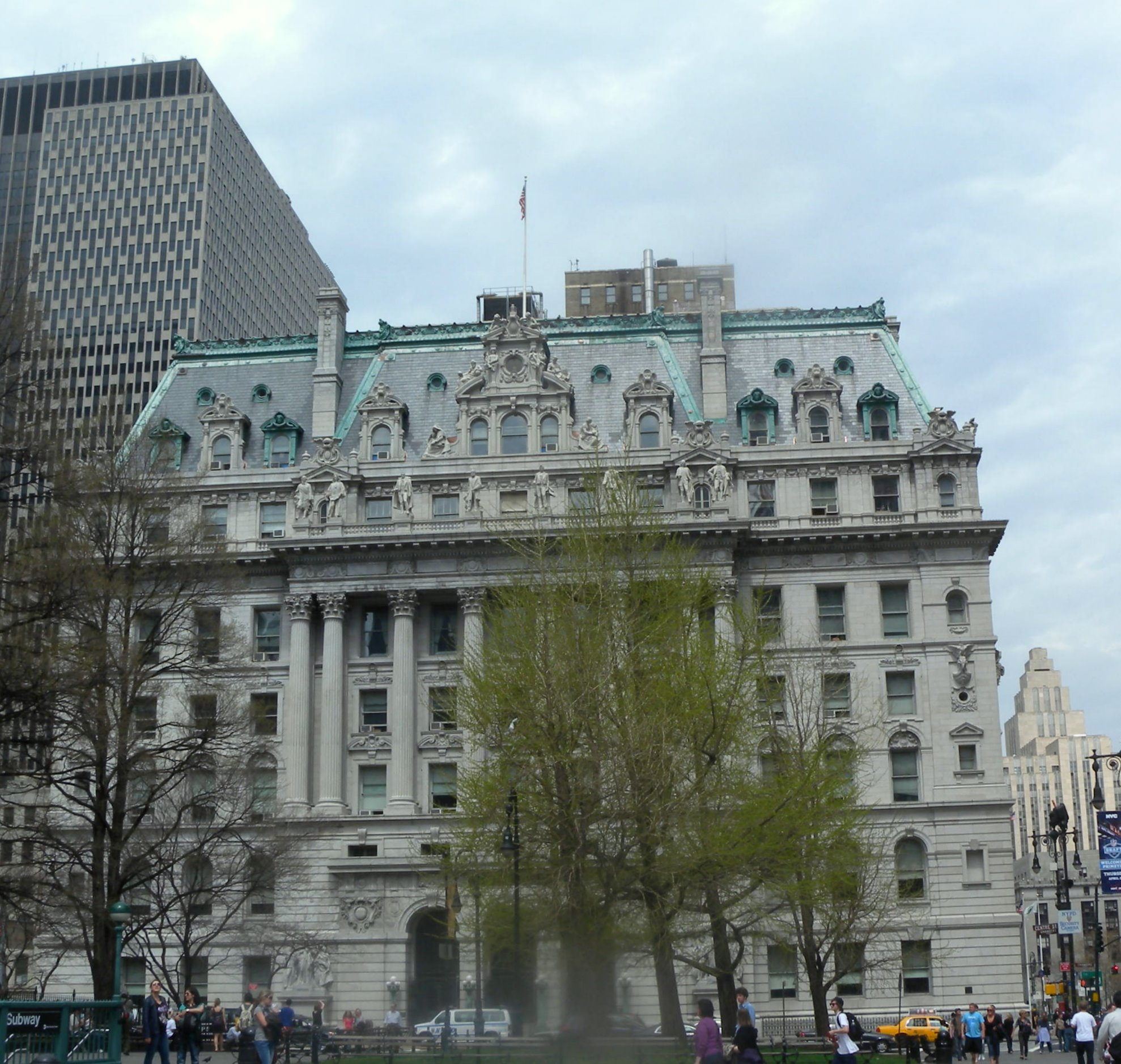
Суд Манхэттена по делам о наследствах и опеке

В каждом боро Нью-Йорка имеется суд по делам о наследствах и опеке, который занимается утверждением завещаний и регулированием вещно-правовых интересов. Судьи этого суда избираются на 14-летний срок. В 1993 году в Мидтауне на Манхэттене был открыт Товарищеский суд Мидтауна. В нём рассматриваются иски, касающиеся вопросов качества жизни. Аналогичные суды спустя некоторое время появились в Гарлеме и бруклинском районе Ред-Хук.